# Simfonia núm. 5 (Dvořák)

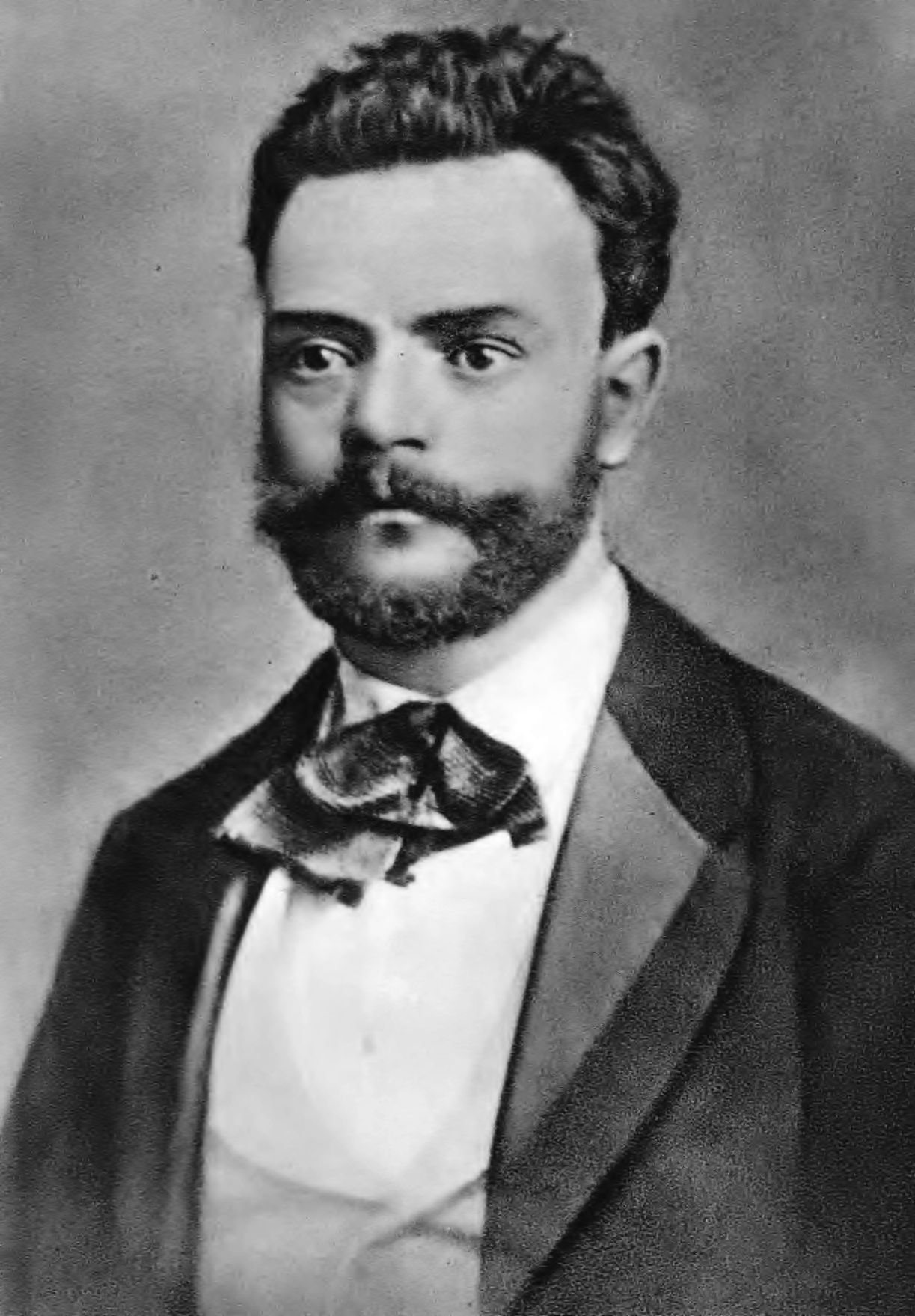
Antonín Dvořák l'any 1870

La Simfonia número 5 d'Antonín Dvořák en fa major, op. 76, va ser escrita del 15 de juny al 23 de juliol de 1875. Fou la tercera simfonia publicada en vida del compositor, de manera que antigament era coneguda com la tercera i amb el número d'opus 24. Va ser revisada l'any 1887, abans d'entregar-la per la seva publicació el 1888. Es va estrenar a Praga el 25 de març de 1879 sota la direcció d'Adolf Cech i dedicada a Hans von Bülow.

## Moviments
- Allegro ma non troppo
- Andante con moto
- Scherzo
- Allegro molto[1][3]